# Scaphiodontophis venustissimus
Scaphiodontophis venustissimus är en ormart som beskrevs av Günther 1893. Scaphiodontophis venustissimus ingår i släktet Scaphiodontophis och familjen snokar. Inga underarter finns listade i Catalogue of Life.
Arten förekommer från Honduras och Nicaragua till Colombia. Honor lägger ägg.